# Val-de-Fier
Pour l’article homonyme, voir Gorges du Val du Fier.
Val-de-Fier est une ancienne commune française, située dans la région Auvergne-Rhône-Alpes et le département de la Haute-Savoie.
La commune a fusionné le 1er janvier 2019 avec celle de Vallières pour donner naissance à Vallières-sur-Fier.

## Géographie
La commune de Val-de-Fier fait partie du pays de l'Albanais et du canton de Rumilly.

## Toponymie
Val-de-Fier est, selon l'arrêté préfectoral du 26 juin 1973, le nom d'une nouvelle commune qui unit les anciennes communes de Sion et de Saint-André-Val-de-Fier,,.
L'ancienne commune et paroisse de Saint-André prend le nom de Saint-André-de-Rumilly en 1850, puis de Saint-André-Val-de-Fier, par décret du 16 juillet 1907.
En francoprovençal, le nom de la commune s'écrit Valo d Fyér, selon la graphie de Conflans.

## Histoire

### Antiquité
La commune de Sion se serait développée à l'emplacement d'un ancien village allobroge,[réf. incomplète]. Sion dériverait de Sedunum, qui désignerait une colline (dunum). Lors de l'occupation de cette partie des Alpes par les Romains, le site devient un vicus sur la voie qui emprunte la vallée du Fier, entre Rumilly et Seyssel. De cette implantation, il reste une stèle en pierre qui a été réutilisée dans la construction de l'église paroissiale, puis de support à un bénitier et enfin une croix de cimetière. Elle porte l'inscription :
D [dessin d'une ascia] M
L[UCIO] ROMANIO
EUPREPIT[I]
PATRI PIEN
SIMO ET INCO PARABILI
FI
LI POSVERV[NT]
soit Diis manibus Lucio Romanio Euprepiti patri pientissimo et incomparabili filii posuerunt, l'élévation d'un monument ou d'un tombeau par les enfants d'un certain Lucius Romanius Euprepes. La présence de ascia entre les deux initiales semble là pour prévenir la violation de la sépulture.
Sur la rive du Fier, les Romains avaient construit une voie utilisée jusqu'au IVe siècle.

### Période médiévale
La paroisse de Sion appartient à une seigneurie éponyme et qui est portée par la noble famille. Cette dernière est attestée dès le XIIIe siècle. Le centre de cette seigneurie est une maison forte, devenue de nos jours une ferme. Elle rend notamment hommage à une famille de Thoire pour ses possessions sur les abords du Fier. Au siècle suivante, elle est vassale des comtes de Genève. Elle est l'une des grandes familles de la région avec les seigneurs de Hauteville.
La chapelle de Chavannes, mentionnée en 1316, servit d'église paroissiale à Saint-André jusqu'en 1663.

### Période contemporaine
Le 26 juin 1973, la commune de Sion devient Val-de-Fier. La commune de Saint-André-Val-de-Fier lui est alors rattachée.
Le 1er janvier 2019, la commune fusionne avec celle de Vallières pour donner naissance à Vallières-sur-Fier.

## Politique et administration
| Période                                  | Période     | Identité        | Étiquette | Qualité |
| ---------------------------------------- | ----------- | --------------- | --------- | ------- |
| 1953                                     | 1977        | Constant Paille | ...       | ...     |
| avant 1981                               | ...         | Louis Dumont    | ...       | ...     |
| mars 1989                                | mars 2001   | Paul Terrier    | ...       | ...     |
| mars 2001                                | mars 2014   | Maurice Popp    | ...       | ...     |
| mars 2014                                | en cours... | Patrice Derrien | ...       | ...     |
| Les données manquantes sont à compléter. |             |                 |           |         |

La commune est adhérente à la communauté de communes de Rumilly-Terre de Savoie.

## Démographie
Ses habitants sont appelés les Valfiérans.
L'évolution du nombre d'habitants est connue à travers les recensements de la population effectués dans la commune depuis 1793. Pour les communes de moins de 10 000 habitants, une enquête de recensement portant sur toute la population est réalisée tous les cinq ans, les populations de référence des années intermédiaires étant quant à elles estimées par interpolation ou extrapolation. Pour la commune, le premier recensement exhaustif entrant dans le cadre du nouveau dispositif a été réalisé en 2004.

En 2016, la commune comptait 666 habitants, en évolution de +20,87 % par rapport à 2010 (Haute-Savoie : +6,01 %, France hors Mayotte : +2,11 %).
| 1793 | 1800 | 1806 | 1822 | 1838 | 1848 | 1858 | 1861 | 1866 |
| ---- | ---- | ---- | ---- | ---- | ---- | ---- | ---- | ---- |
| 192  | 173  | 306  | 264  | 318  | 372  | 342  | 356  | 336  |

| 1872 | 1876 | 1881 | 1886 | 1891 | 1896 | 1901 | 1906 | 1911 |
| ---- | ---- | ---- | ---- | ---- | ---- | ---- | ---- | ---- |
| 318  | 334  | 311  | 310  | 311  | 326  | 294  | 296  | 259  |

| 1921 | 1926 | 1931 | 1936 | 1946 | 1954 | 1962 | 1968 | 1975 |
| ---- | ---- | ---- | ---- | ---- | ---- | ---- | ---- | ---- |
| 234  | 235  | 232  | 213  | 229  | 206  | 196  | 177  | 256  |

| 1982 | 1990 | 1999 | 2004 | 2006 | 2009 | 2014 | 2016 | - |
| ---- | ---- | ---- | ---- | ---- | ---- | ---- | ---- | - |
| 296  | 317  | 389  | 456  | 504  | 529  | 666  | 666  | - |

## Manifestations culturelles et festivités
- Association "Val Loisirs",
- loto en mars,
- ventes au déballage (braderies de vêtements et vide-greniers) en avril et octobre,
- journées du Téléthon début décembre,
- marché de Noël mi-décembre.

## Culture et patrimoine

### Lieux et monuments
- Voie romaine dans le val du Fier, abandonnée au IVe siècle ;
- stèle funéraire romaine sur la façade de l'église paroissiale ;
- ancienne église de Saint-André, Chavannes, fondée au Ve siècle, rebâtie au XIIe siècle (considérée comme la plus ancienne église de l’Albanais) ;
- maison forte de Sion, devenue un corps de ferme[5]. Le château appartenait à la famille de Sion (Syons)[5], attestée en 1276, et éteinte en 1857 ;
- une salle des fêtes a été construite autour de 2005, endommagée par un incendie en juin 2010 ;
- sentier des Val'heureux, d'interprétation du Fier et de la nature locale, accessible depuis le pont de Saint-André ;
- gorges du Val du Fier.

### Personnalités liées à la commune

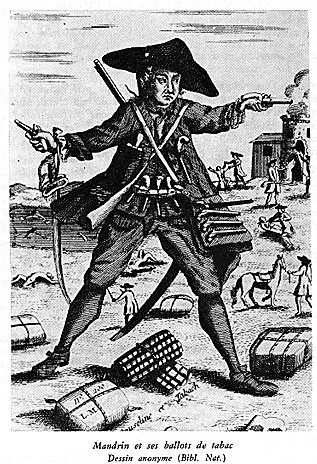
Louis Mandrin.

- Louis Mandrin (1725-1755) qui s'arrêta au restaurant juge[Quoi ?], et où il changea de cheval et de selle (où étaient accrochées des bottes pour ne pas salir ses bas). Les bottes de Mandrin sont toujours visibles dans le restaurant.

### Note
1. ↑  Population municipale de référence en vigueur au 1er janvier 2019, millésimée 2016, définie dans les limites territoriales en vigueur au 1er janvier 2018, date de référence statistique : 1er janvier 2016.